# Gusli

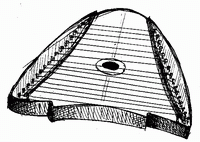
Шлемовидные гусли, Schlemowidnye gusli, helmförmig

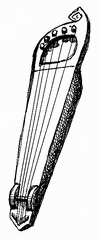
Крыловидные гусли, Krylowidnye gusli, flügelförmig

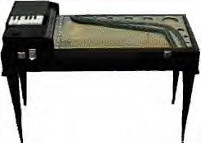
Moderne tischartige Ausführung, mit Tasten

Gusli ist eine griffbrettlose Kastenzither, die häufig in der russischen Volksmusik und volkstümlichen Musik verwendet wird. Die gusli existiert hauptsächlich in drei Formen: 1) eine breite, helmförmige Kastenzither mit typischerweise 20 bis 25 Saiten, 2) eine schlanke „flügelförmige“ Zither (ähnlich dem Scheitholt), die um 1900 zu einem Instrument in drei Größen mit jeweils 13 Saiten weiterentwickelt wurde, und 3) eine Anfang des 17. Jahrhunderts entstandene tischförmige Ausführung mit 55 bis 66 Saiten.

## Herkunft
Zu Namensherkunft und Verbreitung siehe auch: Husle.
Die erste Erwähnung des Instruments geht auf Überlieferungen aus dem 6. Jahrhundert zurück. Griechen entdeckten das Instrument bei slawischen Gefangenen. Den Beschreibungen zufolge entsprach es in seiner Form einer einfachen Holzschachtel mit fünf Saiten.
Im 12. sowie 13. Jahrhundert fand die gusli auch in zeitgenössischen slawischen Schriftstücken Erwähnung. Sie wird ebenso als einfache Holzschachtel mit fünf Saiten in der Stimmung A, C, E, G, A beschrieben. Anfänglich diente das Instrument nur der ausschließlichen Begleitung von Lobgesängen und Lyrik anderer Art und wurde vorwiegend von Wandersängern eingesetzt. Später wurde es in seiner Bauweise verfeinert und die Saitenanzahl weiter erhöht: Von fünf zunächst auf zehn Saiten und danach weiter bis hin zu einer Anzahl von drei bis vier Oktaven. Damit änderte sich auch die Spielweise und das Instrument wurde chromatisch gestimmt.
Erste klavierförmige Modelle, deren Beschreibung weiter unten zu finden ist, wurden im 18. Jahrhundert in St. Petersburg gebaut. Im Jahre 1890 wurde das Instrument vom Begründer des Balalaika-Orchesters, W. Andrejew, mit einer Tastenmechanik ausgestattet, was die Spielweise erheblich erleichterte, ohne jedoch den Klang des Instruments zu beeinflussen. Die eigentlich für den Klang relevante Spielweise des Instruments (die rechte Hand) sowie die Klangfarbe blieben auch beim neuartigen Tastenmodell weiterhin erhalten. Somit kann auch dieses Modell einer gusli zu den traditionellen russischen Volksinstrumenten gezählt werden.
Originale des Instruments in Handausführung aus dem späten 12. und 13. Jahrhundert finden sich im Musikmuseum Moskau, dem ehemaligen „Glinka-Museum der Musik und Kultur“.
Das Instrument ist aber nicht nur in Russland bekannt. Unter anderen Bezeichnungen existiert es in Finnland (Kantele) und den anliegenden Staaten des Baltikums und findet dort eine ähnliche Verwendung.

## Bauform
- Wie Zither (Шлемовидные гусли, Schlemowidnje gusli, helmförmig); diese Ausführung entspricht im Aufbau und in der Spielweise weitestgehend der Zither.

Ausführung 1: ähnlich der Zither
- Handausführung (Крыловидные гусли, Krylowidnye gusli, flügelförmig) ist zumeist kleiner und wird ähnlich einer Gitarre gehandhabt, wobei die linke Hand durch eine Öffnung im Korpus des Instruments einzelne Saiten mit den Fingern abdämpfen kann. Durch diese Spielweise wird eine gewisse Art von Akkorden ermöglicht.

Ausführung 2: Handversion
- moderner, tischartig, mit Tasten. Die dritte Ausführung wird so beidhändig gespielt, dass die linke Hand die Tonhöhe mit Hilfe einer pianoähnlichen Klaviatur in Oktavenlänge vorgibt. Mit der rechten Hand zupft die spielende Person die Saiten mit den Fingern oder mit Hilfe eines Plektrums. Dieses ist – wie beim Spiel der Balalaika in tieferen Stimmlagen – aus robustem Leder gefertigt.

Ausführung 3: modernere Tischausführung

## Funktion und Klang
Im Klang sowie in der Funktion ähnelt das Instrument der Zither oder der Harfe. Der Klang entsteht – wie bei allen Saiteninstrumenten – durch Schwingungen von Saiten (aus Metall oder einem anderen Material wie Nylon), die sich auf einen Resonanzkörper übertragen und somit verstärkt werden. Die Schwingungen werden wie bei fast allen älteren Instrumenten durch Zupfen, mit den Fingern der Hand oder dem Plektrum, hervorgerufen. Der Resonanzkörper gibt diese übertragene Schwingung dann an die Umgebung (Luft) weiter. Sie ist dann als Ton einer bestimmten Höhe zu Hören.
Nachdem das Instrument von diversen russischen Komponisten in der orchestralen Musik eingesetzt wurde, lässt sich diesem eine Funktion als Klangbasis zuordnen. In der klassischen Musik wird dieser Klangpart oft von der Harfe übernommen, die beim Spiel mit gleitenden Handbewegungen ganze Klangwellen erzeugt. Darüber hinaus ist es natürlich in den diversen russisch-volkstümlichen Besetzungen in Russland sowie im Ausland zu finden.